# 스트라이샌드 효과

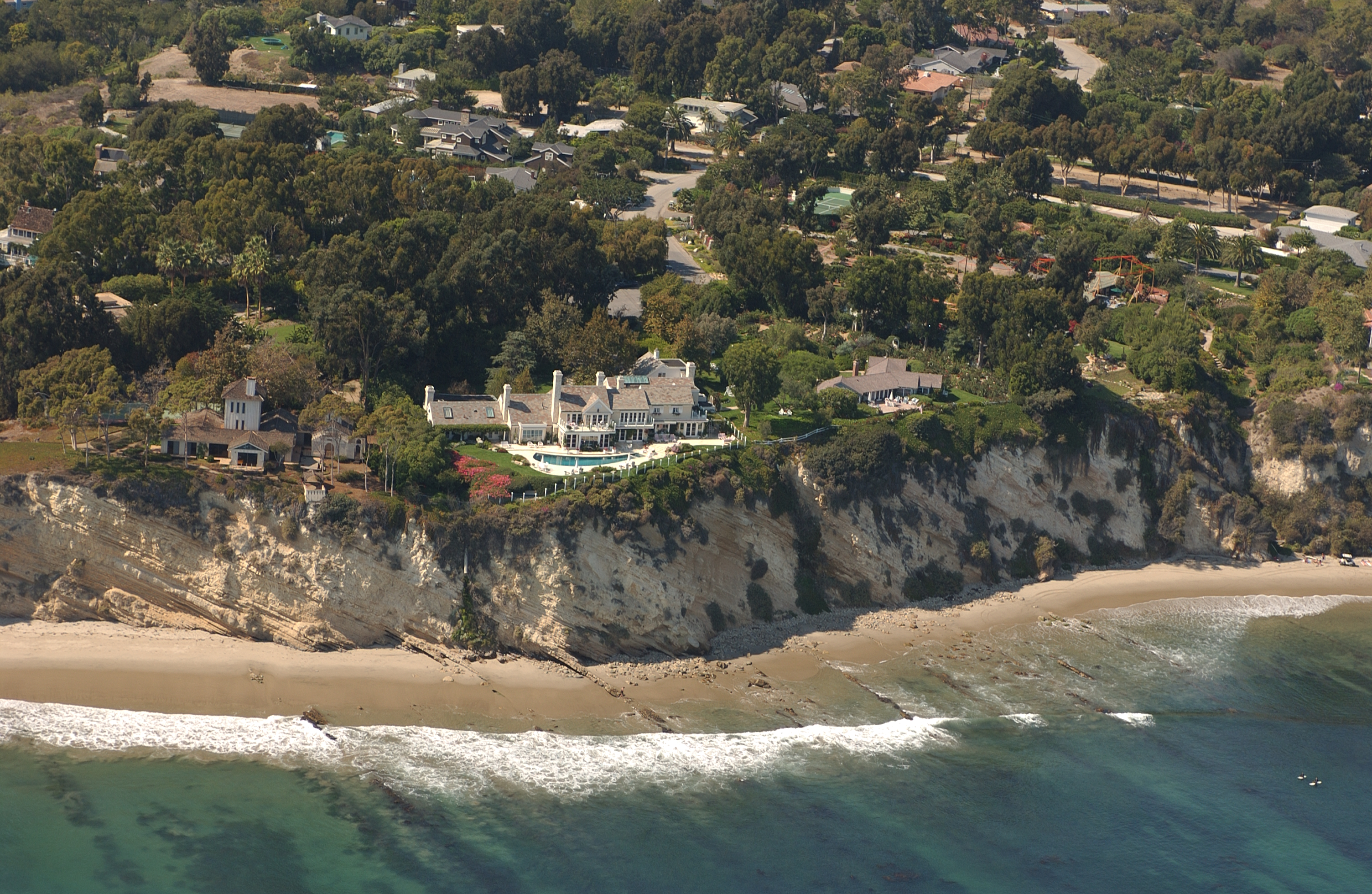
바브라 스트라이샌드의 저택이 촬영된 사진이다.

스트라이샌드 효과( - 效果, 영어: Streisand effect)는 정보를 숨기거나, 제거하거나, 검열하려는 시도로 인해 더 많은 정보가 공개되는, 의도하지 않은 결과를 가져올 때 발생하는 사회적 현상이다. 2003년 캘리포니아 말리부에 있는 캘리포니아 해안 침식을 기록하기 위해 찍은 캘리포니아 해안 기록 프로젝트의 사진을 삭제하려던 미국의 연예인 바브라 스트라이샌드의 이름에서 유래되었다.
영미권에서 정보를 억압하려는 시도는 종종 중단 및 중단 서신을 통해 이루어지지만, 억제되는 대신, 그 정보는 인터넷에서 미러링되거나 파일 공유 네트워크에 배포될 수 있는 비디오와 스푸핑 노래와 같은 미디어 확장뿐만 아니라 광범위한 홍보도 받는다.
스트라이샌드 효과는 심리적인 반응의 한 예로서, 일단 사람들이 어떤 정보가 자신들에게서 떨어져 나간다는 것을 알게 되면, 그들은 그 정보에 접근하고 퍼뜨리도록 더 많은 동기부여를 받는다.
인터넷을 통해서도 나타난다. 정보 차단 시도의 예로 사진과 숫자, 파일, 또는 웹사이트를 들 수 있다. 정보는 노출이 억제되는 대신에 광범위하게 알려지게 되고, 종종 인터넷의 미러나 파일 공유 네트워크를 통해 퍼지게 된다.

## 어원
마이크 매스닉(Mike Masnick)이 만들어낸 신조어인 스트라이샌드 효과는 2003년 바브라 스트라이샌드가 사진가 케네스 아델만(Kenneth Adelman)과 픽토피아닷컴(pictopia.com)에게 5000만 달러의 소송을 제기한 사건에서 파생한 단어이다. 이 소송에서 그녀는 자유롭게 사용할 수 있도록 공개된 12,000장의 캘리포니아 해안 사진 중에서 사생활 침해를 이유로 자신의 저택이 담긴 항공 사진 부분을 삭제하도록 요구하였다. 아델만은 캘리포니아 해안 기록 프로젝트의 일환으로 해안 침식의 증거 자료로 남기기 위해 해안을 촬영하였다는 입장을 밝혔다. 이 소송으로 인해 사진은 더욱 공공연히 알려지게 되었고, 인터넷이나 파일 공유 네트워크에서도 많은 관심을 끌게 되었다. 소송이 있던 다음 달에는 420,000명 이상의 방문객이 사진이 공개된 해당 사이트를 방문하였다.

## 예시들

### 정치에서

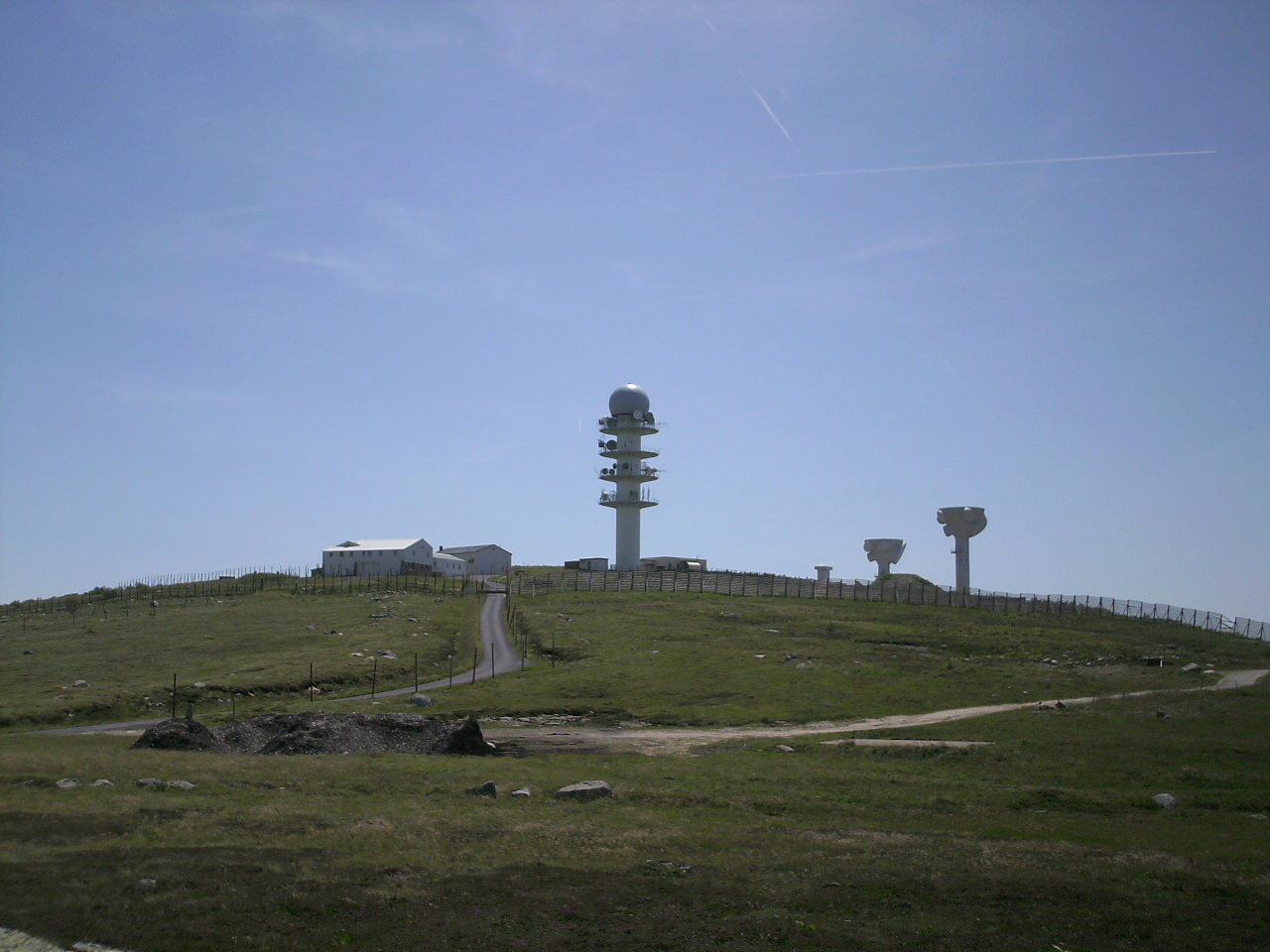
2013년 프랑스 정보기관 DCRI가 피에르쉬르오트 군용 무선국에 관한 위키백과의 기사를 삭제하려 했을 때, 이 기사는 프랑스어 위키백과에서 가장 많이 조회된 페이지가 되었다.

2007년 11월 튀니지는 튀니지의 정치범들을 묘사한 자료가 게재된 후 유튜브와 데일리모션의 접속을 차단했다. 그리고 나서 운동가들과 지지자들은 Zine El Abidine Ben Ali 전 대통령의 궁전이 구글 어스에 있는 장소와 일반 시민의 자유에 관한 비디오들을 연결하기 시작했다.The Economist는 이것이 "낮은 인권 이야기를 유행하는 세계적인 캠페인으로 변화시켰다"고 말했다.
프랑스 정보기관 DCRI가 피에르수르-오트의 군사 라디오 방송국에 관한 프랑스어 위키백과 기사를 삭제한 결과, 이 기사는 일시적으로 프랑스 위키백과에서 가장 많이 보는 페이지가 되었다.
Theodore Katsanevas가 그리스어 위키백과 편집자를 상대로 한 2013년 명예훼손 소송은 그 프로젝트의 구성원들이 기자들의 관심을 끌게 만들었다.
남아프리카 정부는 Jacob Zuma 정부 내의 부패에 대해 상세히 기술한 2017년 책 "The President's Keepers"을 금지할 의도를 밝혔다. 이로 인해 이 책의 판매가 급격히 증가하여, 이 책이 이 금지령이 시행되기 24시간 전에 매진되었다. 이것은 그 책을 국가적으로 가장 잘 팔리게 했고 여러 번 다시 인쇄하게 했다.
2018년 2월, Anne Applebaum은 워싱턴 포스트에 폴란드의 홀로코스트 법에 대해 썼는데, 이 법은 홀로코스트에 대해 폴란드인을 비난하는 것을 범죄로 만들었을 것이다. 그녀는 스트라이샌드 효과가 폴란드 정부가 억압하기 좋아하는 역사의 측면에 더 많은 관심을 끌 것이라고 주장했다.
중국 소셜 미디어 이용자들의 수백만 명의 개별적인 응답에 대한 2018년 연구는 중국 정부와 그 계열사에 의한 갑작스런 정보 검열은 VPNs의 새로운 인기와 검열 대상이 나타나는 전체 주제 목록의 후속 검토를 포함한 많은 반발을 초래한다는 것을 발견했다. 다른 연구원들은 그 반발이 정치적 태도와 행동에 영구적인 변화를 초래하는 경향이 있다는 것을 발견했다.
2019년 사우디아라비아 정부에 의한 정치 투옥에 대한 연구는 투옥이 개인 반체제 인사들의 더 이상의 반대를 막는 경향이 있지만, 그것은 그들의 소셜 미디어 팔로워들을 강하게 대담하게 하고, 정치 개혁에 대한 요구의 급격한 증가로 이끌었고, 온라인 상의 이견과 실제 인신 보호의 증가를 초래했다는 것을 발견했다. 집권세력에 대한 비판과 정권교체 요구 등 전반적으로 비판적이다. 그러한 억압은 수감된 반체제 인사들과 그들의 대의명분에 대중의 관심을 끌고, 사우디 아라비아의 다른 저명 인사들이 온라인상에서 계속 이의를 제기하는 것을 막지 않았다.
2019년 3월, 캘리포니아 대표 Devin Nunes는 트위터와 3명의 사용자를 상대로 2억 5천만 달러의 손해배상 청구소송을 제기했다. 이 소송에서 이름이 붙여진 한 사용자인 패러디 계정 @DevinCow(이름: Devin Nunes's cow)는 소송 전에 1,200명의 팔로워를 가지고 있었다. @DevinCow의 팔로워 수는 곧 60만 명으로 급증했다.
2020년 8월, 중국 정부는 바이두 지도 플랫폼의 일부를 삭제했으며, 이것은 감옥과 국제 수용소의 특징을 가진 건물 네트워크를 찾는 데 사용될 수 있다고 보고되었다.
2020년 10월, 뉴욕 포스트는 Joe Biden 대통령 후보의 아들 Hunter Biden이 소유한 노트북에서 나온 것으로 추정되는 이메일을 발표했고, 부패 혐의를 상세히 다루고 있다. 이에 대해 트위터는 자신들의 플랫폼에서 이 이야기를 차단하고 뉴욕 포스트 소유의 트위터 계정인 Kayleigh McEnany 백악관 공보 비서 등 기사의 링크를 공유한 사람들의 계정을 잠갔다. MIT의 연구원들은 스트라이샌드 효과의 증거로 트위터가 스토리를 검열한 직후에 매 15분마다 5.5,000주를 증가시켜 약 10,000주를 기록했다고 언급했다.

### 경영에서
2007년 4월, AACS(Advanced Access Content System) 암호화를 사용한 기업 그룹은 시스템의 128비트(16진수) 숫자 키 09 F911 9D 74 E35B D856 C53688 C0를 몇 개의 프로필에서 삭제하도록 요구하는 중단 서신을 Digg를 포함한 몇몇 사이트들에게 발행했다. 숫자 키 및 일부 소프트웨어와 함께 새 DVD의 비디오 콘텐츠를 해독할 수 있었다. 이것은 키가 "인터넷에서 가장 유명한 숫자"가 되었다고 설명하는 한 해설자와 함께 다른 사이트와 채팅 룸에 걸쳐 확산되는 결과를 가져왔다. 한 달 만에, 그 열쇠는 28만 페이지 이상에 재인쇄되었고, 티셔츠와 문신으로 인쇄되었고, 45,000회 이상 재생된 노래로 유튜브에 등장했다.
2009년 9월 다국적 석유회사인 Trafigura는 The Guardian신문이 2006년 코트디부아르의 독성 폐기물 매립 사건에 대한 트라피구라 내부 조사를 보도하는 것을 막기 위해 슈퍼주문을 입수했다. Paul Farrelly 노동당 의원은 의회 특권을 이용하여 의회질문에서 초강수를 언급했고, 2009년 10월 12일 가디언지는 1689년 권리장전을 위반하여 의회질문에 대한 보도를 금지했다고 보도했다. 블로거 Richard Wilson은 막힌 질문을 Trafigura 쓰레기 처리장 스캔들을 가리키는 것으로 정확하게 식별했고, 그 후에 The Spectator도 같은 제안을 했다. 얼마 지나지 않아, Trafigura는 트위터에서 인기를 끌기 시작했고, Stephen Fry가 자신의 팔로워들에게 이 이야기를 리트윗하는 것을 도왔다. 트위터 사용자들은 곧 이 사건의 모든 세부 사항을 추적했고, 10월 16일까지, 이 슈퍼 접속이 해제되고 보고서가 발표되었다.
2012년 11월, 보스턴의 이사 회사인 Casey Movers는 Yelp 심사에 대한 부정적인 반응으로 Hingham 지방 법원에서 한 여성을 명예훼손으로 고소하겠다고 위협했다. 이 여성의 남편은 이 상황에 대한 블로그 글을 썼고, 이 블로그는 Techdirt와 Consumerist에 의해 소개되었다. 그 주의 주말까지, 그 회사는 Better Business Bureau에 의해 검토되었고, 그 회사는 나중에 그 인증을 취소했다.
2013년 12월, 유튜브 사용자들은 고스트리치(ghostlyrich)가 자신의 삼성 갤럭시 S4 배터리가 자발적으로 불이 났다는 증거를 업로드했다. 삼성은 보증을 인정하기 전에 증거를 요구했었다. 삼성은 유령 부자들에게 자신의 유튜브 동영상을 삭제하고, 비슷한 자료를 올리지 않을 것을 약속하고, 회사의 모든 책임을 공식적으로 면제하고, 소송을 제기할 권리를 포기하며, 계약 조건을 결코 공개하지 않을 것을 요구하면서, 보증 조건을 추가했다. 삼성은 또 합의안에 대한 증인 서명을 요구했다. 괴짜 부자들이 삼성의 합의안을 온라인에 공유했을 때, 그의 원본 비디오는 1주일 만에 120만 조회수를 기록했다.
2014년 8월, 뉴욕 허드슨에 있는 유니언 스트리트 게스트 하우스는 "당신 일행 및 결혼식이나 행사에 참석하는 모든 인터넷 사이트에 대한 USGH[유니온 스트리트 게스트 하우스]의 부정적인 리뷰에 대해 보증금에서 공제되는 500달러의 벌금을 부과할 것"이라는 정책을 가지고 있는 것으로 보고되었다. 이 정책은 불리한 2013년 11월 Yelp 리뷰를 억압하기 위한 시도로 사용되었다. 이 정책에 대한 수천 건의 부정적인 리뷰가 Yelp와 다른 리뷰 사이트에 게시되었다.
2018년 9월 Vox Media에서 운영하는 미국 기술 뉴스 및 미디어 네트워크 인 The Verge는 "편집, 게임 또는 코딩을 위한 맞춤형 PC 구축 방법"이라는 제목의 기사를 게시하고 "How we Built a $ 2000"라는 제목의 비디오를 YouTube에 올렸다. 사용자 지정 게임 PC "는 컴퓨터와 사용자 모두에게 해롭거나 위험 할 수 있는 수많은 사실적 오류와 지침으로 인해 널리 비판을 받았다. 복스미디어는 2019년 2월 유튜브 채널에 DMCA 테이크다운 공지를 발행하기 시작했으며, 동영상 클립 등을 이용해 콘텐츠를 게시하는 등 기술전문채널 Bitwit와 ReviewTechUSA에 주로 게재했다. TechUSA는 비디오와 그들이 억누르려고 시도했던 관련 콘텐츠에 더 많은 관심을 가져왔다. 그 결정에 대한 항의가 있은 후, 유튜브는 적용된 저작권 "파업"을 철회하는 것과 함께 이 두 개의 비디오를 복원했다.
2020년 2월 20일, 애플은 전 독일 앱스토어 매니저였던 Tom Sadowski가 쓴 독일어 책 앱스토어 기밀 문서의 판매에 대해 법적 소송을 제기했다. 애플은 판매 금지를 요청한 이유로 기밀 정보 발설의 이유를 들었다. 하지만, 미디어에 의해 야기된 홍보로 인해 이 책은 독일 아마존 베스트셀러 목록에서 2위에 올랐다. 그 책은 곧 2쇄 인쇄에 들어갔다.
2020년 10월, RIAA는 Gitube에 있는 youtube-dl 저장소에 대해 DMCA를 접수하여 리포지토리와 몇 개의 포크를 제거했다. 며칠 내에 수백 개의 리포지토리 포크가 Github에 나타났고 소스 코드는 Github의 DMCA 알림 저장소 자체에도 적용되었다.

### 다른 조직들에서
2008년 1월, 사이언톨로지 교회는 Tom Cruise가 사이언톨로지에 대해 연설하는 동영상을 인터넷 웹사이트들이 삭제하도록 하려고 시도했지만, 결국 프로젝트 변경론(Project Chanology)이 만들어졌다. 2008년 12월 5일, 인터넷 워치 재단 (IWF)은 이 앨범의 커버 아트가 "18세 미만의 어린이의 잠재적으로 불법적인 외설적인 이미지"를 고려하여 1976년 Scorpions 앨범 Virgin Killer에 대한 영어 위키백과 기사를 아동 포르노 블랙리스트에 추가했다. 이 기사는 순식간에 그 사이트에서 가장 인기 있는 페이지 중 하나가 되었고, 인터넷 거버넌스 포럼 활동을 둘러싼 홍보로 인해 다른 사이트에 이미지가 퍼지게 되었다. IWF는 나중에 BBC 뉴스 웹 사이트에 "IWF의 최우선 목표는 인터넷에서 어린이들의 외설적인 이미지의 가용성을 최소화하는 것이지만, 이번 기회에 우리의 노력은 정반대의 효과를 가져왔다."고 보도했다. 이러한 효과는 블랙리스트에서 URL을 제거하는 것에 대한 IWF의 진술에서도 확인되었다.
2012년 6월, Argyll and Bute Council는 9살 초등학생의 점심 식사 사진이 학교 매점에서 제공되는 블로그인 NeverSeconds를 업데이트하는 것을 금지했다. 이미 인기를 끌었던 이 블로그는, 이 금지령에 따른 국제 언론의 분노로 인해 많은 조회수를 받기 시작했다. 수일 내에, 의회는 엄청난 대중의 압력과 감시 아래 결정을 번복했다. 금지령이 번복된 후, 그 블로그는 이전보다 더 많은 인기를 얻었다.

### 개인에서
2011년 5월, 프리미어리그의 축구선수 Ryan Giggs는 한 사용자가 모델이자 전 Big Brother 경쟁자였던 Imogen Thomas와의 불륜에 대한 자세한 내용을 공표하는 것을 막는 익명의 개인 정보 보호 명령(비공식적으로 "수퍼 금지 명령"이라고 함)의 대상이라고 폭로한 후 트위터를 고소했다. 포브스 웹사이트의 한 블로거는 금지 명령을 어기는 것이 금지된 영국 언론이 그 효과를 이해하지 못하는 축구선수를 조롱했다고 관찰했다. The Guardian의 Dan Sabbagh는 그 후에 선수 이름을 짓지 않고 그 선수의 이름에 대한 언급의 수를 상세하게 적은 그래프를 게시하여, 그 선수가 법적 조치를 취하고 있다는 뉴스에 뒤이어 큰 폭의 증가를 보여주었다.
영국과 웨일즈에서도 비슷한 상황이 발생했는데, 그 중 하나는 Jeremy Clarkson이다. 2016년 1월부터 한 유명인사(나중에 잉글랜드와 웨일즈 외곽에서 David Furnish로 밝혀짐)는 PJS v News Group Newspapers에 부여된 명령을 사용하여 잉글랜드와 웨일즈의 미디어가 스코틀랜드 언론과 인터넷에서 특집 기사를 싣는 것을 방지했다.
프랑스 극작가 Hédi Tillette de Clermont-Tonnerre가 쓴 풍자극 《두 형제와 사자》는 "우리 민주주의 사회의 중심부에서 차갑고 이기적인 괴물이 되는" Channel Island의 Brecqhou의 한 성에 살고 있는 두 부유한 영국인에 관한 이야기이다. 사실, 다른 소유물들 중에서 Daily Telegraph 신문의 소유주인 억만장자 바클레이 형제는 섬의 한 성에 살고 있다; Barclay brothers는 비록 바클레이가 연극에 이름이 붙여지지는 않았지만, 프랑스의 극작가를 명예훼손과 사생활 침해로 고소했다. 극작가의 변호사는 이 연극을 "자본주의에 관한 풍자적인 우화"라고 묘사했다. 틸렛 드 클레르몽-토너레는 이 연극이 부분적으로 형제들의 삶에 영감을 받은 작품이라는 것을 인정했지만 표현의 자유를 옹호하며 이 연극은 자본주의의 본질과 미래에 대해 되새기면서 채널 아일랜드에서 계속적인 노르만 법이 존재하는 문제를 탐구하기 위해 의뢰되었다고 말했다. 2019년 7월, Barclay는 항소를 고려하고 있었지만 소송에서 패소했다. 이 연극은 비록 비평가들의 호평을 받았으나, 프랑스 전역의 도시에서 소송 공연이 예정되어 있었기 때문에 잘 알려지지 않고 단지 작은 극장에서만 공연되었다.
The Guardian는 미국 언론인인 Bret Stephens가 스테픈을 "침대벌레"라고 묘사한 트윗이 대수롭지 않은 관심을 가지고 있었던 정치학자 David Karpf에게 항의 이메일을 보내 "상상상할 수 있는 한 완벽한 스트라이샌드 효과"를 달성했다고 주장한다; 스티븐스 교수는 또 카프 교수가 언론공보학과 교수로 재직 중인 조지워싱턴대 교수에게 이메일을 보냈다. 스티븐스는 트위터에서 널리 조롱을 받았고, 그의 트위터 계정을 삭제했으며, 그 이야기는 전 세계 미디어에 의해 포착되었다.
잊혀질 권리와 관련하여 스트라이샌드 효과는 관찰되어 왔는데, 소송 당사자가 검색 엔진에서 정보를 제거하려고 하면 소송 자체가 유효한 최신 뉴스로 보고될 위험이 있기 때문이다.

## 해외 사례
- 2008년 1월, 신흥종교 사이언톨로지가 미국 배우 톰 크루즈가 사이언톨로지에 관해 이야기하는 비디오를 인터넷상에서 삭제하려는 시도를 하였다가 결과적으로 반사이언톨로지 움직임인 프로젝트 카놀로지(Project Chanology)를 탄생시켰다.[67]
- 2008년 12월 5일, Internet Watch Foundation(IWF)는 독일 밴드 스콜피온스의 1976년 앨범인 Virgin Killer의 커버가 18세 이상에게 잠정적으로 유해하다고 판단하여 이것을 아동 포르노그라피 블랙리스트에 올려놓는 방향으로 영어 위키백과에 정보를 입력하였다.[68] 이 기사는 급속히 확산되어 굉장히 많은 인기를 얻게 되었고 이 이미지가 확산됨으로 인해 검열을 대중적 검열의 위치에 놓이게 되었다. 후에 IWF관계자는 BBC와의 인터뷰에서 아동에게 유해한 이미지들을 최소하하려는 그들의 움직임이 오히려 반대의 효과를 낳았으며, 이들은 결국 블랙리스트에서 해당 URL을 삭제해야만 했다.[69]
- 2010년 각국의 정부부처에서 위키리크스의 도메인을 검열하고 폐쇄하려는 움직임을 보이자, 네티즌들이 직접 관련 정보를 자발적으로 실어나르고 도메인을 복사해 수백개의 사이트를 생성해냈다. 이는 폭로 정보가 파묻히는 것을 막기 위해 관련없는 네티즌들이 자발적으로 나서서 행동한 것으로 보여지고 있다.[70]
- 2012년 6월 스코틀랜드의 아가일 뷰트 의회는 9살 초등학생이 학교에서 제공하는 점심식사의 사진을 그녀의 블로그에 올려놓는 것을 금지하였다. 그러나 그 블로그는 이미 유명해졌기 때문에, 그러한 금지조치로 인해 국제적인 원성을 샀다. 며칠이 지나지 않아, 의회는 거대한 대중의 압력과 조사 때문에 그들의 결정을 뒤집어야했고 그 블로그는 다시 그 전처럼 유명해졌다.[71]
- 2012년 11월, 보스턴기반의 회사 Casey Movers는 메사추세스주의 힝남지역에 살고 있는 한 여성이 Yelp에 부정적인 리뷰를 남기자 이에 반응하여 그 여성을 협박한 사건이 있었다. 그 여성의 남편은 이러한 상황에 대하여 블로그에 글을 올렸고 이 사건은 소설 뉴스 웹사이트인 레딧이나 '컨슈머리스트'[72]를 비롯하여 여러 웹사이트들에 의해 더욱 퍼져나갔다. 한 주도 채 지나지 않아 그 회사는 서비스 평가 업체인 Better Business Bureau로부터 신용도가 하락하는 평가를 받아야만 했다.
- 2013년 4월, 프랑스 국내중앙정보국인 DCRI는 프랑스어 위키백과 관리자에게 피에르쉬르오트 군용 무선국에 관한 내용의 삭제를 강요하였다. DCRI는 2013년 3월에 위키미디어 재단과 접촉하여 문서의 삭제를 요구했지만 받아들여지지 않았다. 하지만 결과적으로 그 기사는 2013년 4월 6일, 프랑스어 위키백과에서 가장 많이 읽혀진 문서가 되었다.[73][74]

## 대한민국의 사례
- 2013년 12월, ghostlyrich라는 유튜브 이용자는 그의 삼성 갤럭시 4 핸드폰 배터리에 불이 났다며 증거와 함께 비디오를 업로드하였고 삼성은 보상을 해주기 전 증거를 요구하였다. 유튜브 비디오의 습성에 대해서 알고 있었던 삼성은 보상을 해주는 조건으로 ghostlyrich가 그의 해당 비디오를 삭제하고 비슷한 것을 더 이상 올리지 않으며 회사는 이와 관련된 모든 분쟁과 휩싸이지 않고 회사를 고소할 권리를 박탈하며 이 계약과 관련하여 어떠한 대중적인 발언도 금지하는 것을 요구하였다. 하지만 ghostlyrich가 이러한 삼성의 요구서를 온라인으로 공유하였을 때 그의 비디오는 하루에 120만명이 보게 되었다.[75]

## 같이 보기
- 보스턴에서의 금지
- 블로우백(지능)
- 코브라 효과
- DSMA-고지
- Gag 순서(규칙)
- 하이드라(Hydra) 효과
- 동명법 목록
- 매사추세츠 만 교통국 vs 앤더슨
- 성의 역사
- 맥리벨(McLibel) 사건
- 유도저항(심리학)
- 빨간색 삼각형(채널4)
- 공공 참여에 대한 전략적 소송(SLAPP)
- 스캔들 성공
- 의도하지 않은 결과